# Petra Preželj
Petra Preželj, slovenska umetnica, slikarka, ilustratorka, grafična oblikovalka * 14. julij 1975, Ljubljana.

## Življenje in delo
Petra Preželj se je rodila leta 1975 v Ljubljani. Po končani Srednji šoli za oblikovanje in fotografijo je vpisala študij vizualnih komunikacij na Akademiji za likovno umetnost v Ljubljani, kjer je leta 2000 tudi diplomirala. Od leta 2002 kot samozaposlena v kulturi opravlja poklic ilustratorke. Leta 2004 je na 6. slovenskem bienalu ilustracije prejela pohvalo Hinka Smrekarja za izvirni likovni pristop.
Leta 2011 je na 46. Zlatem peresu Beograda (11. Mednarodnem bienalu ilustracije) prejela častno diplomo.
Leta 2012 je na 10. slovenskem bienalu ilustracije prejela plaketo Hinka Smrekarja.
Živi in dela v Ljubljani.
Seznam knjižnih ilustracij:
- Andersen, Hans Christian (2002). Deklica z vžigalicami. Ljubljana: Ustanova KELEIA. (COBISS)
- Dekleva, Milan (2003). Rahlo pegaste sanje. Velenje: Pozoj. (COBISS)
- Stropnik, Ivo (2004). Z Botro pujso na potepu. Velenje: Velenjska knjižna fundacija.  (COBISS)
- Pečjak, Marinka (2004). Gobe v kulinariki. Ljubljana: ČZD Kmečki glas.  (COBISS)
- Kermauner, Aksinja (2005). Juhuhu pa ena gnila plastenka!. zbirka Izi & Bizi, detektivki, Domžale: Miš. (COBISS)
- Janez Bitenc (2006). V Afriko. Ljubljana: Mladika.  (COBISS)
- Dragan Milkovič (2006). Mobilko in druge. Dob pri Domžalah: Miš.  (COBISS)
- Aksinja Kermauner (2006). Fuj, pivoled!. zbirka Izi & Bizi, detektivki, Dob pri Domžalah: Miš.  (COBISS)
- Helena Koncut Kraljič (2008). Zaljubljena balončka. Preserje: Morfem. (COBISS)
- Nina Kokelj (2009). Čif in Čof. Preserje: Morfem  (COBISS)
- Cveto Preželj (2009). Kaj in trije mački. Preserje: Morfem.  (COBISS)
- Aksinja Kermauner (2009). Zgodba o angelu in hudički. Preserje: Morfem.  (COBISS)
- Helena Kraljič (2010). Kako se počutim?. Preserje: Edina.  (COBISS)

1. 1 2  Arhiv likovne umetnosti — 2003.
2. ↑  Artists of the World Online, Allgemeines Künstlerlexikon Online, AKL Online — B: K. G. Saur Verlag, Verlag Walter de Gruyter, 2009. — ISSN 2750-6088 — doi:10.1515/AKL
3. ↑  Arhiv likovne umetnosti — 2003.